# Blasimon
Blasimon – miejscowość i gmina we Francji, w regionie Nowa Akwitania, w departamencie Żyronda.
Według danych na rok 1990 gminę zamieszkiwało 701 osób, a gęstość zaludnienia wynosiła 24 osób/km² (wśród 2290 gmin Akwitanii Blasimon plasuje się na 578. miejscu pod względem liczby ludności, natomiast pod względem powierzchni na miejscu 292.).